# Sofia Black-D'Elia
Sofia Black-D'Elia (* 23. prosince 1991 Clifton, New Jersey) je americká herečka, známá především rolí Tei Marvelli v seriálu Skins, dále také jako představitelka Bailey Wellsové v americkém seriálu All My Children, nebo jako Sage Spenceová v sérii Super drbna.

## Životopis
Narodila se roku 1991 v newjerseyském Cliftonu jako dcera Eleanor a Anthonyho D'Eliových. Otec má italské kořeny a matka židovské. S hraním začala v pěti letech, kdy se přihlásila do hodin tance ve studiu Broadway Bound.

## Kariéra
V sedmnácti letech byla obsazena do své první role, Bailey, v seriálu All My Children. V roce 2010 ztvárnila postavu lesby Tey v adaptaci MTV na britské drama Skins. Nejprve se ucházela o roli Michelle a Tea byla mužskou rolí, u níž došlo ke změně pohlaví a herečka tak do ní mohla být obsazena. Objevila se také v hudebním videoklipu svého kamaráda rapera Hoodie Allena k písničce „The Chase is On“.
Na podzim roku 2011 začala brát hodiny herectví v The William Esper Studio, aby se připravila na roli Miny ve filmu Vicky Jewson – Born of War. Na podzim 2012 se začala objevovat na televizních obrazovkách v roli Sage Spenceové v šesté a poslední řadě seriálu Super drbna. Zahrála si postavu Jessie v thrilleru Projekt minulosti, který měl premiéru v lednu 2015.

## Filmografie

### Film
| Rok  | Název                        | Role           | Poznámky    |
| ---- | ---------------------------- | -------------- | ----------- |
| 2012 | Somewhere Road               | Erika          | krátký film |
| 2013 | The Immigrant                | Not Magda      |             |
| 2013 | Born of War                  | Mina           |             |
| 2015 | Projekt minulosti            | Jessie         |             |
| 2016 | 10 Crosby                    | Ronnieho matka | krátký film |
| 2016 | Viral                        | Emma           |             |
| 2016 | Ben Hur                      | Tirzah         |             |
| 2016 | Příslib                      | Starší Yeva    |             |
| 2020 | Margo & Perry                | Margo          | krátký film |
| 2021 | Všem klukům: Navždy s láskou | Heather        |             |

### Televize
| Rok       | Název               | Role              | Poznámky              |
| --------- | ------------------- | ----------------- | --------------------- |
| 2009–2011 | All My Children     | Bailey Wells      | 29 dílů               |
| 2011      | Skins               | Tea Marvelli      | Hlavní role, 10 dílů  |
| 2012      | Super drbna         | Sage Spence       | Vedlejší role, 9 dílů |
| 2013      | Betrayal            | Jules             | Vedlejší role, 4 dílů |
| 2015      | Poslové             | Erin Calder       | Hlavní role, 13 dílů  |
| 2016      | Jedna noc           | Andrea Cornish    | 5 dílů                |
| 2016      | Invisible           | Tatiana Ashland   | 6 dílů                |
| 2017–2018 | The Mick            | Sabrina Pemberton | Hlavní role, 37 dílů  |
| 2020–2021 | Your Honor          | Frannie           | 6 dílů                |
| 2022      | Single Drunk Female | Samantha Fink     | 10 dílů               |